# Giovanni Giacomo Schiaffinati
Giovanni Giacomo Schiaffinati (ur. 10 września 1451 w Mediolanie – zm. 9 grudnia 1497 w Rzymie) – włoski kardynał. Jego nazwisko jest niekiedy podawane jako Sclafenati, Sclafinato lub latynizowane jako Sclafenatus.

## Życiorys
Pochodził z Mediolanu ze szlacheckiej rodziny. W 1480 został wybrany sekretarzem kolegium kardynalskiego oraz prefektem zamku S. Angelo. Biskup Parmy od 1482 roku aż do śmierci, ponieważ jednak rezydował w Rzymie jego obowiązki w diecezji faktycznie wykonywał jego brat Gabriele, który był biskupem Gap. Papież Sykstus IV w listopadzie 1483 mianował go kardynałem prezbiterem Santo Stefano al Monte Celio. Uczestniczył w konklawe 1484 i konklawe 1492. Papież Aleksander VI przyznał mu wiele bogatych beneficjów (m.in. cysterskie opactwo Ripolta) w zamian za poparcie udzielone na konklawe. Zmarł w wieku 46 lat. Wszystkie posiadane przez niego beneficja Aleksander VI przyznał swojemu synowi Cezarowi.